# Serge Demierre
Serge Demierre (Ginebra, 16 de enero de 1956) fue un ciclista suizo, que fue profesional entre 1977 y 1991. Durante su carrera deportiva destaca una victoria de etapa al Tour de Francia, así como el Campeonato de Suiza en ruta de 1983.

## Palmarés
- 1974 
  - 1º en el Tour en el País de Vaud
- 1980 
  - Vencedor de una etapa de la Vuelta en Suiza
- 1981 
  - 1º en el Trofeo Baracchi (con Daniel Gisiger)
  - Vencedor de 2 etapas de la Volta a Cataluña
  - Vencedor de una etapa de la Vuelta en Alemania
- 1982 
  - 1r a Buch am Irchel
  - Vencedor de una etapa de la Vuelta a Suiza
- 1983 
  - Campeón de Suiza en ruta
  - Vencedor de una etapa del Tour de Francia y Premio de la Combatividad 
  - Vencedor de una etapa del Tour de Romandía
- 1984 
  - 1º en  la Ruta de Oro
  - Vencedor de una etapa de la Volta a Cataluña
- 1987
  - 1º en Sion
  - 1º en Lousanne
  - Vencedor de una etapa del Gran Premio Guillermo Tell
- 1988
  - Vencedor de una etapa del Vuelta a Gran Bretaña
- 1991 
  - Vencedor de una etapa del Tour de Romandía

### Resultados al Tour de Francia
- 1982. 72.º de la clasificación general
- 1983. 71.º de la clasificación general. Vencedor de una etapa. 1r del Premio de la Combatividad
- 1984. Abandona (5ª etapa)
- 1991. Fuera de control (12a etapa)

### Resultados al Giro de Italia
- 1981. 27.º de la clasificación general
- 1986. 101.º de la clasificación general